# Bãi Ôn Thủy
Bãi Ôn Thủy là một bãi ngầm thuộc cụm Bình Nguyên của quần đảo Trường Sa. Vị trí của bãi này chưa được xác định rõ ràng, nhưng nó nằm giữa bãi Thạch Sa và bãi Na Khoai.
Bãi Ôn Thủy là đối tượng tranh chấp giữa Việt Nam, Đài Loan, Philippines và Trung Quốc. Hiện chưa rõ nước nào thực sự kiểm soát bãi này.
- Tên gọi: bãi Ôn Thủy; tiếng Anh: Fairie Queen Shoal; tiếng Trung: 仙后滩; bính âm: Xiānhòu tān, Hán-Việt: Tiên Hậu than
- Đặc điểm: sâu tối thiểu 16,5 m.[1]